# Johann Timotheus Hermes
Johann Timotheus Hermes (Petznik, 31 maggio 1738 – Breslavia, 24 luglio 1821) è stato uno scrittore tedesco.
Pastore protestante nell'Anhalt, nel 1772 si trasferì a Breslavia. La sua opera più importante è il Viaggio di Sofia da Memel in Sassonia, pubblicato in 5 volumi dal 1770 al 1772.